# トラベルカード・ゾーン

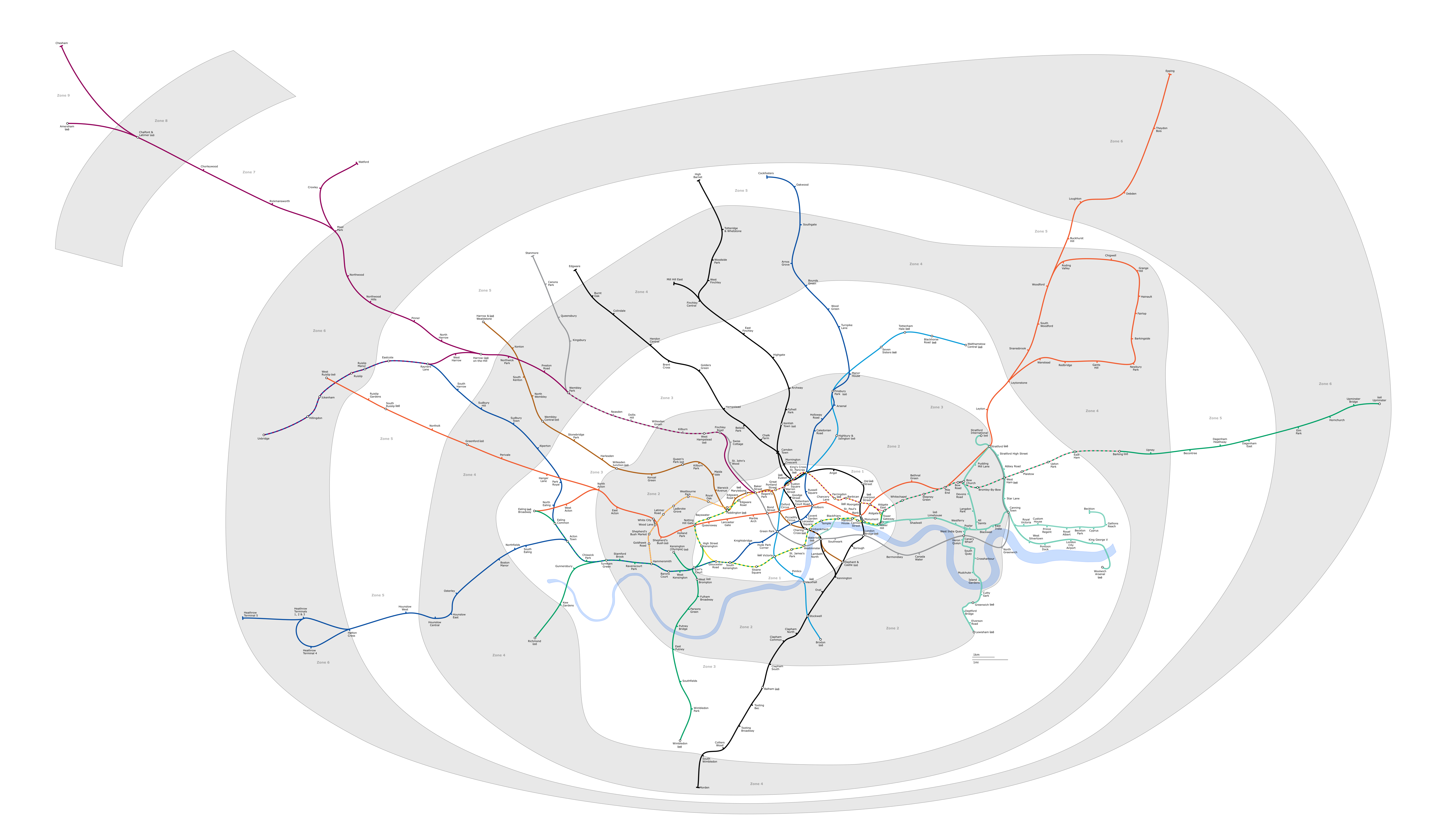
ロンドン中心部を中心に同心円状になっているゾーン

トラベルカード・ゾーン (またはロンドン・フェア・ゾーン、単にゾーンとも)はロンドン交通局が設定した、ロンドン地下鉄やドックランズ・ライト・レイルウェイ (DLR)、ロンドン・オーバーグラウンドなどの運賃の計算などを行うときに用いられる、同心円状のゾーンである。ロンドン中心部がゾーン1で、中心部から離れるごとに数字が大きくなる。2007年からはロンドンのナショナル・レールの一部駅でも徐々に使用が可能になりつつある。

## 概要
1981年10月4日に最初のゾーンが導入され、それに続き続々とゾーンが制定され、1991年1月には当時のゾーン5が分割される形でゾーン6が誕生した。2004年にロンドンバスに均一料金が導入される以前は、ロンドンバスでもこのゾーンを適用していた。
それ以前の計算方法は日本と同じように各駅ごとに運賃が細かく決められていたが、ゾーン制の導入により計算方法の簡略化などのメリットが生まれた。

## トラベルカード・ゾーン1

ゾーン1は最初に設定された、サークル線の循環部分を取り巻くようなゾーンである。ゾーンの一番中心であり、ゾーン1を通過するルートは、同じ距離のゾーン1を通過しないルートに比べて高い運賃設定がされている。ほとんどの、ロンドン中心部の地区、メジャーな観光地、ナショナル・レールのターミナル駅などをカバーしている。南北に約9.7 km東西に約6.4 kmのゾーンである。

## トラベルカード・ゾーン2

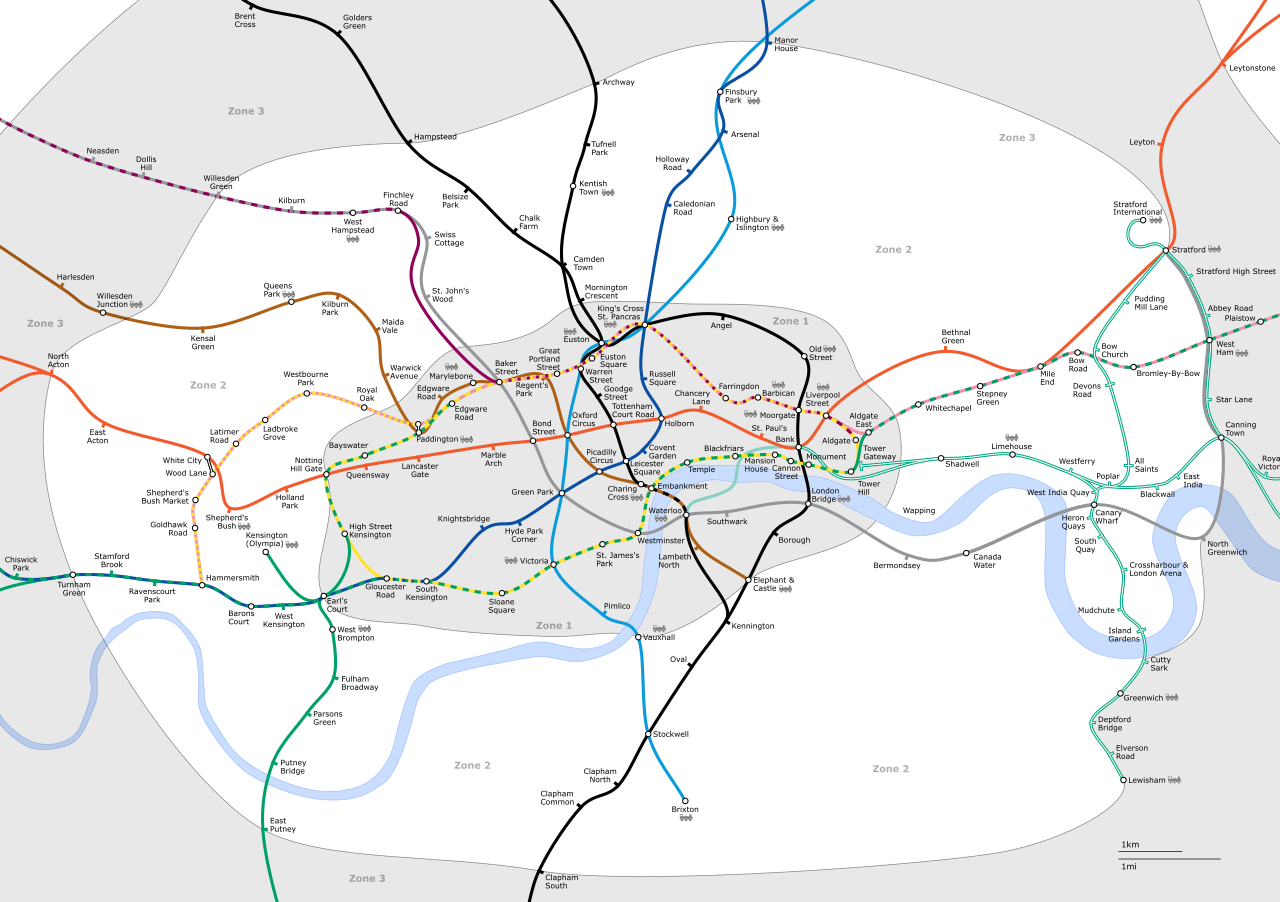

ゾーン2は1983年5月22日に、ピカデリーサーカスから、2マイルから5マイル (3.2kmから8.0km)の範囲に設定されたゾーンである。

## 運賃

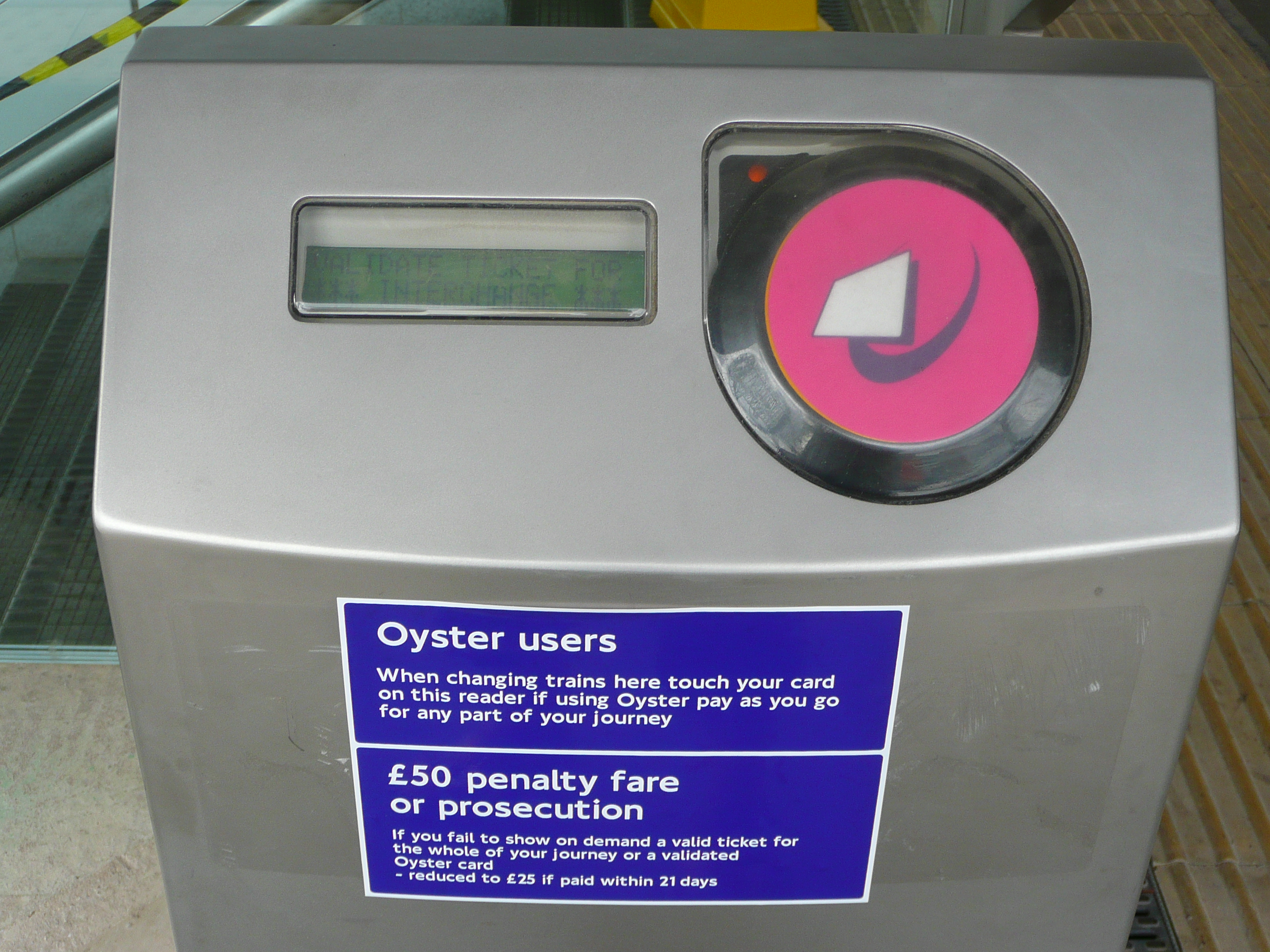
乗り換え専用のオイスターカードリーダー。タッチは任意。

ロンドン地下鉄、DLR、ロンドン・オーバーグラウンドの運賃計算はロンドン交通局が設定したゾーンに基づき、出発駅、経由駅、到着駅のゾーンにより運賃計算が行われる。例えば、出発駅も到着駅もゾーン6であっても、ゾーン3を経由しないとたどり着けない場合、経由するゾーンすべてを運賃計算に含めるため、ゾーン3-6の運賃が適用になる。ゾーン1を経由しなくてもたどり着ける一部のルートは、実際に乗車したルートによらずゾーン1を経由した運賃で計算されることがある。ゾーン1を経由したほうが最短だがゾーン1を経由しなくてもたどり着けるルートを、オイスターカードで乗車の場合、乗り換えの際にピンク色の乗り換え専用のリーダーにタッチすることで、経由駅やルートが証明され、ゾーン1を含まない料金が適用になる。
| ゾーン      | 現金  | オイスターカード(PAYG: 乗った分だけ差し引く) | オイスターカード(PAYG: 乗った分だけ差し引く) | オイスターカード(PAYG: 乗った分だけ差し引く) | オイスターカード(PAYG: 乗った分だけ差し引く) | トラベルカード | トラベルカード   | トラベルカード | トラベルカード | トラベルカード |
| ゾーン      | 現金  | ピーク                                       | オフピーク                                   | 1日上限(ピーク)                              | 1日上限(オフピーク)                          | 1日(終日)      | 1日（オフピーク) | 7日            | 1ヶ月          | 1年            |
| ----------- | ----- | -------------------------------------------- | -------------------------------------------- | -------------------------------------------- | -------------------------------------------- | -------------- | ---------------- | -------------- | -------------- | -------------- |
| ゾーン1のみ | £4.50 | £2.10                                        | £2.10                                        | £8.40                                        | £7.00                                        | £8.80          | £7.30            | £30.40         | £116.80        | £1,216         |
| ゾーン1-2   | £4.50 | £2.80                                        | £2.10                                        | £8.40                                        | £7.00                                        | £8.80          | £7.30            | £30.40         | £116.80        | £1,216         |
| ゾーン1-3   | £4.50 | £3.20                                        | £2.70                                        | £10.60                                       | £7.70                                        | £11.00         | £8.00            | £35.60         | £136.80        | £1,424         |
| ゾーン1-4   | £5.50 | £3.80                                        | £2.70                                        | £10.60                                       | £7.70                                        | £11.00         | £8.00            | £43.60         | £167.50        | £1,744         |
| ゾーン1-5   | £5.50 | £4.60                                        | £3.00                                        | £15.80                                       | £8.50                                        | £16.40         | £8.90            | £51.80         | £199.00        | £2,072         |
| ゾーン1-6   | £5.50 | £5.00                                        | £3.00                                        | £15.80                                       | £8.50                                        | £16.40         | £8.90            | £55.60         | £213.60        | £2,224         |
| ゾーン1-7   | £6.70 | £5.50                                        | £3.90                                        | £19.60                                       | £11.60                                       | £20.40         | £12.10           | £60.40         | £232.00        | £2,416         |
| ゾーン1-8   | £7.80 | £6.70                                        | £3.90                                        | £19.60                                       | £11.60                                       | £20.40         | £12.10           | £71.20         | £273.50        | £2,848         |
| ゾーン1-9   | £7.80 | £6.70                                        | £3.90                                        | £19.60                                       | £11.60                                       | £20.40         | £12.10           | £79.00         | £303.40        | £3,160         |
| ゾーン2のみ | £4.50 | £1.60                                        | £1.50                                        | £8.40                                        | £7.00                                        | £8.80          | £7.30            | £23.00         | £88.40         | £920           |
| ゾーン2-3   | £4.50 | £1.60                                        | £1.50                                        | £10.60                                       | £7.70                                        | £11.00         | £8.00            | £23.00         | £88.40         | £920           |
| ゾーン2-4   | £4.50 | £2.30                                        | £1.50                                        | £10.60                                       | £7.70                                        | £11.00         | £8.00            | £25.20         | £96.80         | £1,008         |
| ゾーン2-5   | £5.50 | £2.70                                        | £1.50                                        | £15.80                                       | £8.50                                        | £16.40         | £8.90            | £30.20         | £116.00        | £1,208         |
| ゾーン2-6   | £5.5  | £2.70                                        | £1.50                                        | £15.80                                       | £8.50                                        | £16.40         | £8.90            | £38.00         | £146.00        | £1,520         |
| ゾーン2-7   | £5.50 | £3.90                                        | £2.70                                        | £19.60                                       | £11.60                                       | £20.40         | £12.10           | £39.40         | £151.30        | £1,576         |
| ゾーン2-8   | £6.70 | £4.50                                        | £2.70                                        | £19.60                                       | £11.60                                       | £20.40         | £12.10           | £53.60         | £205.90        | £2,144         |
| ゾーン2-9   | £6.70 | £4.50                                        | £2.70                                        | £19.60                                       | £11.60                                       | £20.40         | £12.10           | £53.60         | £205.90        | £2,144         |